# Райцев, Даниил Федотович
Даниил Федотович Райцев (бел. Даніла Фядотавіч Райцаў; 5 апреля 1914, Михалково, Суражский район — 3 июня 1996) — один из организаторов партизанского движения на территории Витебской области в годы Великой Отечественной войны, командир партизанской бригады имени Краснознаменного Ленинского комсомола (ноябрь 1942 г. — ноябрь 1943 г.). Председатель Суражского райисполкома (1943—1945). Заслуженный мелиоратор БССР (1966). Почётный гражданин города Витебска (1974).

## Биография
Даниил Федотович Райцев родился 5 апреля 1914 года в деревне Михалково Куринского сельсовета Суражского (ныне Витебского) района.
Учился в Куринской школе, затем в Новкинской фабрично-заводской семилетней школе, которую окончил в 1929 году. После окончания школы поступил на шестимесячные курсы учителей. Проработав 2 года учителем, поступил в Горецкую сельскохозяйственную академию на землеустроительный факультет. В 1935–1941 годах работал старшим землеустроителем Суражского районного земельного отдела. В 1935 году вступил в ряды ВКП(б). В апреле 1941 года по решению Витебского обкома КП(б)Б Д.Ф. Райцева направили на строительство военного аэродрома в приграничную зону начальником геодезической группы, тогда же он получил воинское звание капитана.

### Военная биография
Партизанская группа Райцева действовала на территории Суражского, Витебского и Городокского районов Витебской области Беларуси, а также на территории Смоленской области России. Активное взаимодействие осуществлялось с другими партизанскими формированиями, в частности, с отрядом М.Ф. Шмырёва, с которым хорошо был знаком Даниил Федотович еще по довоенной работе. 
Истребительный отряд, в котором Даниил Райцев возглавлял разведку, уже 13 июля 1941 года на реке Каспле нанес первое поражение головной колонне немецких танкистов. 
В феврале 1942 года выросшая численно группа Райцева была реорганизована в партизанский отряд. Партизанский отряд Райцева до апреля 1942 года проводил операции самостоятельно. Именно на базе отрядов Д.Ф. Райцева, М.Ф. Шмырёва, А.П. Дика и М. Ф. Бирюлина в апреле 1942 года была образована 1-я Белорусская партизанская бригада. Командиром бригады был назначен М.Ф. Шмырёв, а Д.Ф. Райцев был его первым заместителем.
Отряд Райцева в составе бригады совместно с другими партизанскими формированиями стоял на защите Витебских «ворот», активно участвовал в боевых операциях против оккупантов, что привело к созданию Суражской партизанской зоны. Под непосредственным руководством Даниила Федотовича партизаны в период действия Витебских «ворот» с февраля по сентябрь 1942 года вывели с территории Суражского, Витебского и Городокского районов в советский тыл более 10 тысяч мирных жителей, где молодые люди призывного возраста вступили в ряды Красной Армии.
По указанию ЦК КП(б)Б в ноябре 1942 года на базе выделенного 1-й Белорусской партизанской бригадой отряда под командованием Д. Ф. Райцева и прибывших из советского тыла отрядов имени С.Г. Лазо и «Сибиряк» создается партизанская бригада имени Краснознаменного Ленинского комсомола, командиром которой стал Даниил Федотович Райцев. Бригада действовала на территории Городокского, Суражского и Меховского районов Витебской области. В бригаде насчитывалось более двух тысяч партизан.
В ноябре–декабре 1943 года бригада соединилась с частями Красной Армии. Часть партизан бригады была направлена под Сенно продолжать борьбу с врагом на оккупированной территории, а остальные, соединившись с РККА, сформировали пехотный полк. На момент соединения в бригаде насчитывалось 363 партизана.

### Послевоенная биография
Даниил Федотович за борьбу с оккупантами был награжден орденом «Красного Знамени» 15 мая 1942 года и медалью «Партизану Отечественной войны I степени».
После освобождения Суражского района Даниил Федотович в 1943–1945 годах работал председателем Суражского районного исполнительного комитета, а с 1955 года руководил Витебской межрайонного управления осушительных и оросительных систем. Возглавлял Совет ветеранов войны, труда и вооруженных сил Витебского района.
Был удостоен званий «Заслуженный мелиоратор Белорусской ССР» в 1966 году и «Почётный гражданин города Витебска» в 1974 году.

## Награды и звания
- Орден Красного Знамени (15.5.1942)
- Орден Отечественной войны I степени
- Орден Красной Звезды
- Орден «Знак почёта»
- Медаль «Партизану Отечественной войны» I степени
- 14 других медалей
- Две Почётные грамоты Верховного Совета БССР
- Заслуженный мелиоратор БССР (1966)
- Звание «Почётный гражданин города Витебска» (28.3.1974)[4]

## Память
- Имя Д. Ф. Райцева носит одна из улиц в Витебске (20 октября 2017 года Витебским городским Советом депутатов принято решение о переименовании улицы Школьной в улицу Даниила Райцева).
- Мемориальная доска на доме № 15 по проспекту Генерала Людникова в городе Витебск, где Даниил Федотович проживал ("В этом доме жил командир партизанской бригады имени Краснознаменного Ленинского комсомола, Почётный гражданин г. Витебска Даниил Федотович Райцев").
- Имя Д. Ф. Райцева присвоено средней школе № 42 г. Витебска[5]. На здании школы размещён мурал, посвящённый Д. Ф. Райцеву. В школе открыта музейная комната, посвящённая Д. Ф. Райцеву.
- В фондах Белорусского государственного музея истории Великой Отечественной войны хранятся материалы, посвящённые Д. Ф. Райцеву.
- В музее ГУО "Куринская базовая школа Витебского района имени Героя Советского Союза М.Ф.Сильницкого" в д. Курино Витебского района экспонируется флаг партизанской бригады имени Краснознаменного Ленинского комсомола, которой командовал Даниил Райцев.